# Sintia Stone
Sintia Stone (Ámsterdam, 17 de junio de 1982) es una actriz pornográfica retirada holandesa.

## Biografía
Sintia Stone, nació en junio de 1982 en Ámsterdam, Holanda. Entró en la industria pornográfica en 2004, cuando contaba 22 años de edad.
Algunos de sus primeros trabajos fueron Pussy Worship, Amateur Angels 20 y Penetrate Me.
No obstante, los trabajos que la darían relevancia en el mundo del porno fueron la dupla dirigida por el cineasta John Stagliano, fundador de Evil Angel: Fashionistas Safado - The Challenge y Fashionistas Safado Berlin.
Por esta última película, sería reconocida en los Premios AVN de 2008 con el premio a la Mejor escena de sexo en grupo, galardón que compartió con Nacho Vidal, Annette Schwarz, Judith Fox y Vanessa Hill.
Decidió retirarse en 2010, con un total de 43 películas hechas.

## Premios y nominaciones
| Año  | Ceremonia   | Resultado | Premio                        | Trabajo                     |
| ---- | ----------- | --------- | ----------------------------- | --------------------------- |
| 2008 | Premios AVN | Ganadora  | Mejor escena de sexo en grupo | Fashionistas Safado: Berlin |